# مدفع بابا مرزوق

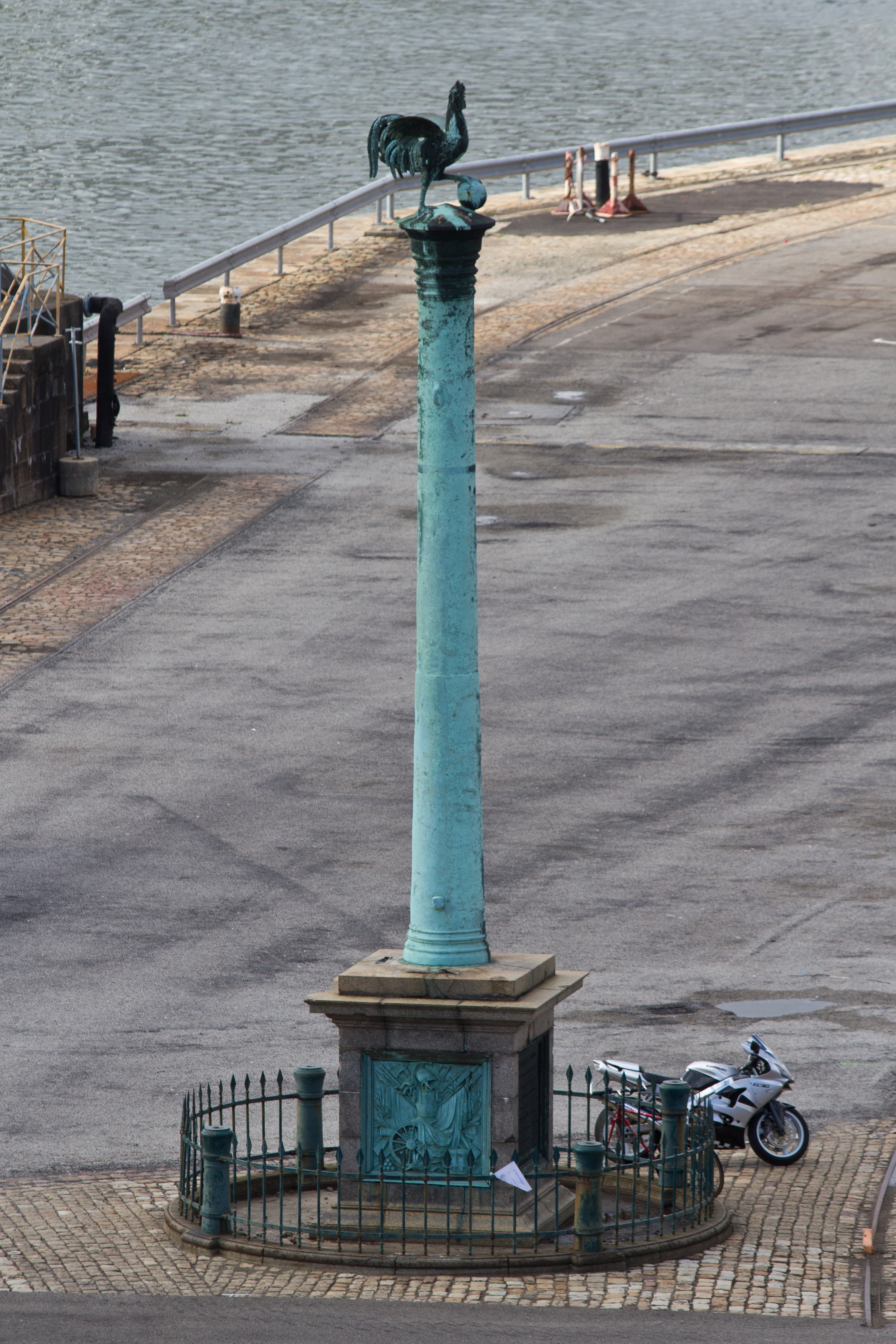
مدفع بابا مرزوق في برست فرنسا

مدفع بابا مرزوق، هو مدفع تاريخي ارتبط إسمه بتاريخ الجهاد البحري للجزائريين في الفترة ما بين القرن الـ16م والقرن الـ19م حيث كانت الجزائر في عهد دول الساحل البربري إسمياً تنتمي إلى الدولة العثمانية، يبلغ من الطول سبعة أمتار ويبلغ مداه من مكانه أي ميناء الجزائر حاليا إلى حصن تامنفوست بالمرسى الكبير أي حوالي خمسة كيلومترات (4 872 متربالضبط) وقدر ثقله ب12 طن، أستحداث بابا مرزوق عند انتهاء أشغال تعزيز مدينة الجزائر العاصمة سنة 1542.
لقد صنع المدفع من قبل سباك من البندقية بطلب من حسن باشا بن خير الدين بربروس الذي جاء خلفا لأبيه خير الدين بربروس، مدفع بابا مرزوق قطعة من المدفعية فريدة من نوعها دافعت عن الجزائر العاصمة، وقد صُوب المدفع نحو مرسى الذبان غرب الجزائر العاصمة (أو لا بوانت بيسكاد كما سماه المستعمر فيما بعد) لمنع اقتراب السفن الغازية من الجزائر العاصمة.

## تاريخ

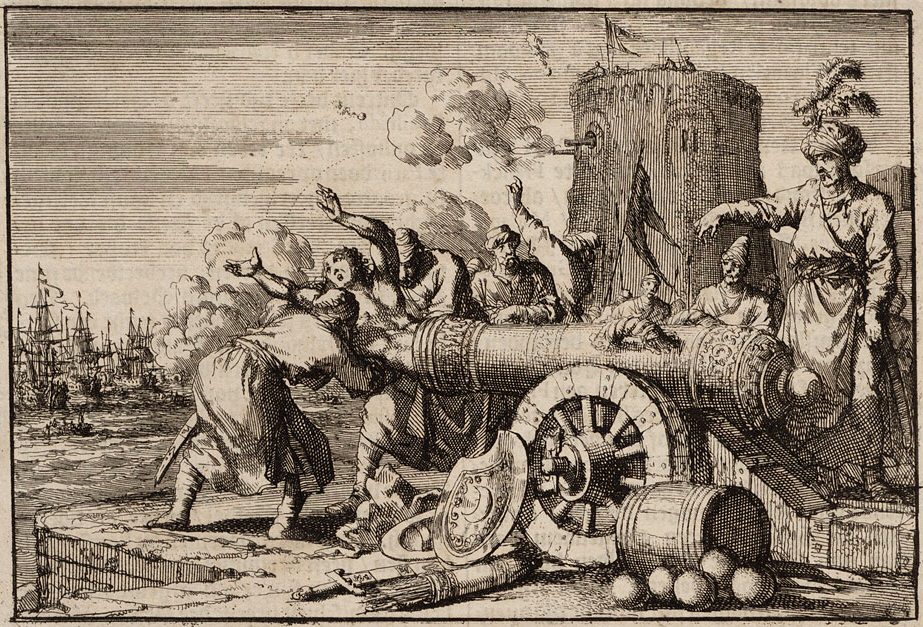
داي الجزائر يرد الاعتبار على قصف فرنسا للجزائر العاصمة (1683) بقذف الطاقم الدبلوماسي الفرنسي من بينهم القنصل «جون لو فاشي» من فوهة مدفع بابا مرزوق صوب البحر

يسميه الفرنسيون بالمدفع القنصلي (بالفرنسية: consulaire)‏، بعد أن قام حاكم الجزائر أواخر القرن السابع عشر «الباشا حسن» بقذف الطاقم الدبلوماسي الفرنسي الواحد تلوى الآخر في عرض البحر باستخدام بابا مرزوق وتكررت الحادثة سنة 1688م كذلك وبعد احتلال مدينة الجزائر بأيام قليلة حوله الجيش الفرنسي الذي احتل المدينة ووهبوه لملك فرنسا كغنيمة حرب.
في القرن الـ16م، كانت الجزائر العاصمة عبارة عن قلعة منيعة أطلق عليها سكانها آنذاك اسم «المحروسة»، وخلال تلك الحقبة التي تميزت بتحولات سياسية وعسكرية في منطقة البحر الابيض المتوسط، كان هذا المدفع يلعب بالنسبة لمدينة الجزائر العاصمة دور «الحامي» القوي بحيث أنه كان كفيلاً بالتصدي لكل الهجومات التي تستهدف مدينة الجزائر العاصمة، مدينة «الرياس حسان» وقورصو، ومن أولى أيام سقوط الجزائر العاصمة في جويلية 1830، سارع البارون «غي دوبيري» للاستيلاء على «بابا مرزوق» لينقله على الفور إلى بريست، وتم تثبيته على حامل من الجرانيت مزين بنقوش بارزة، وهو معروض داخل المنطقة العسكرية القريبة من جسر ريكوفرانس.

## معرض صور

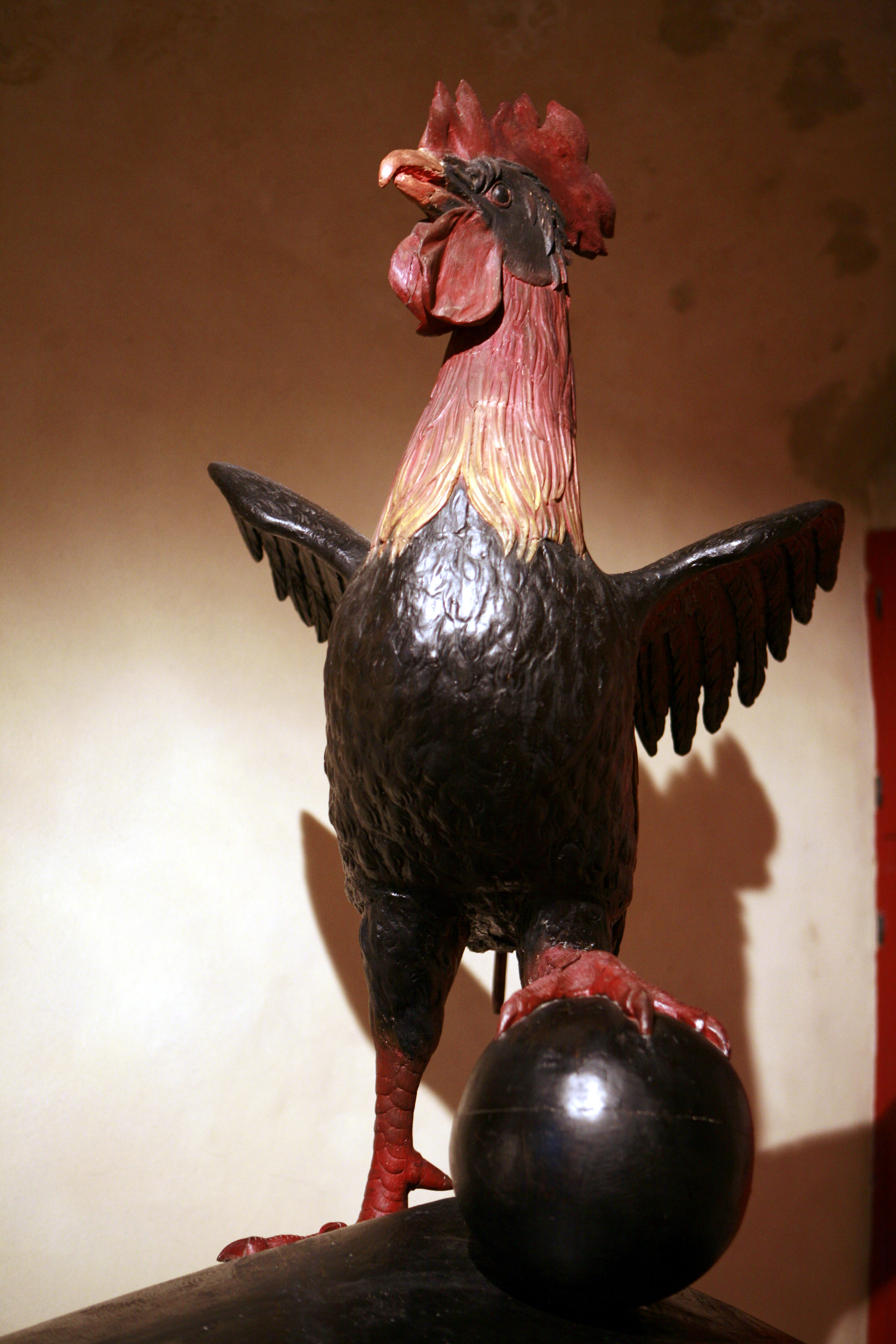
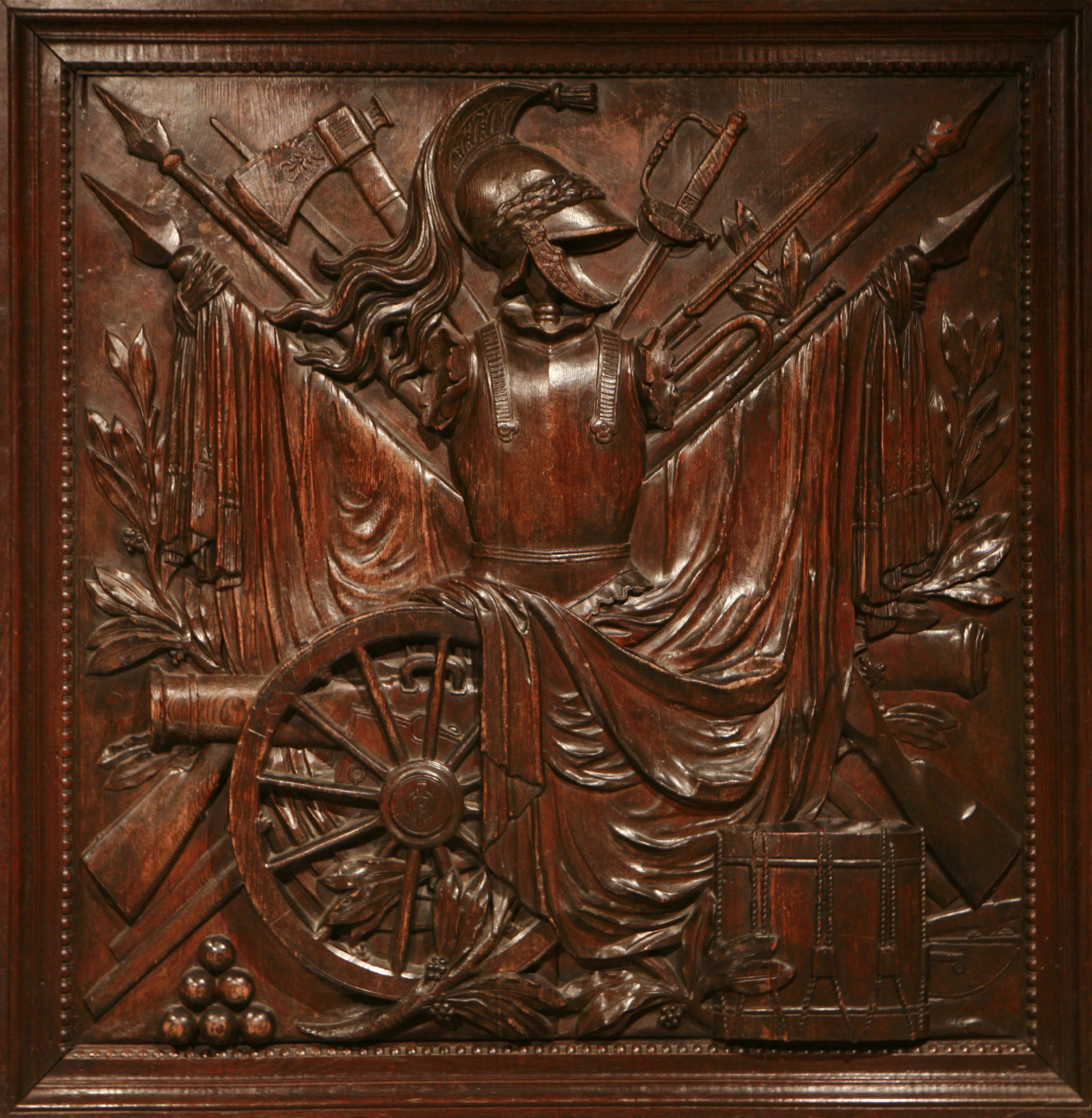
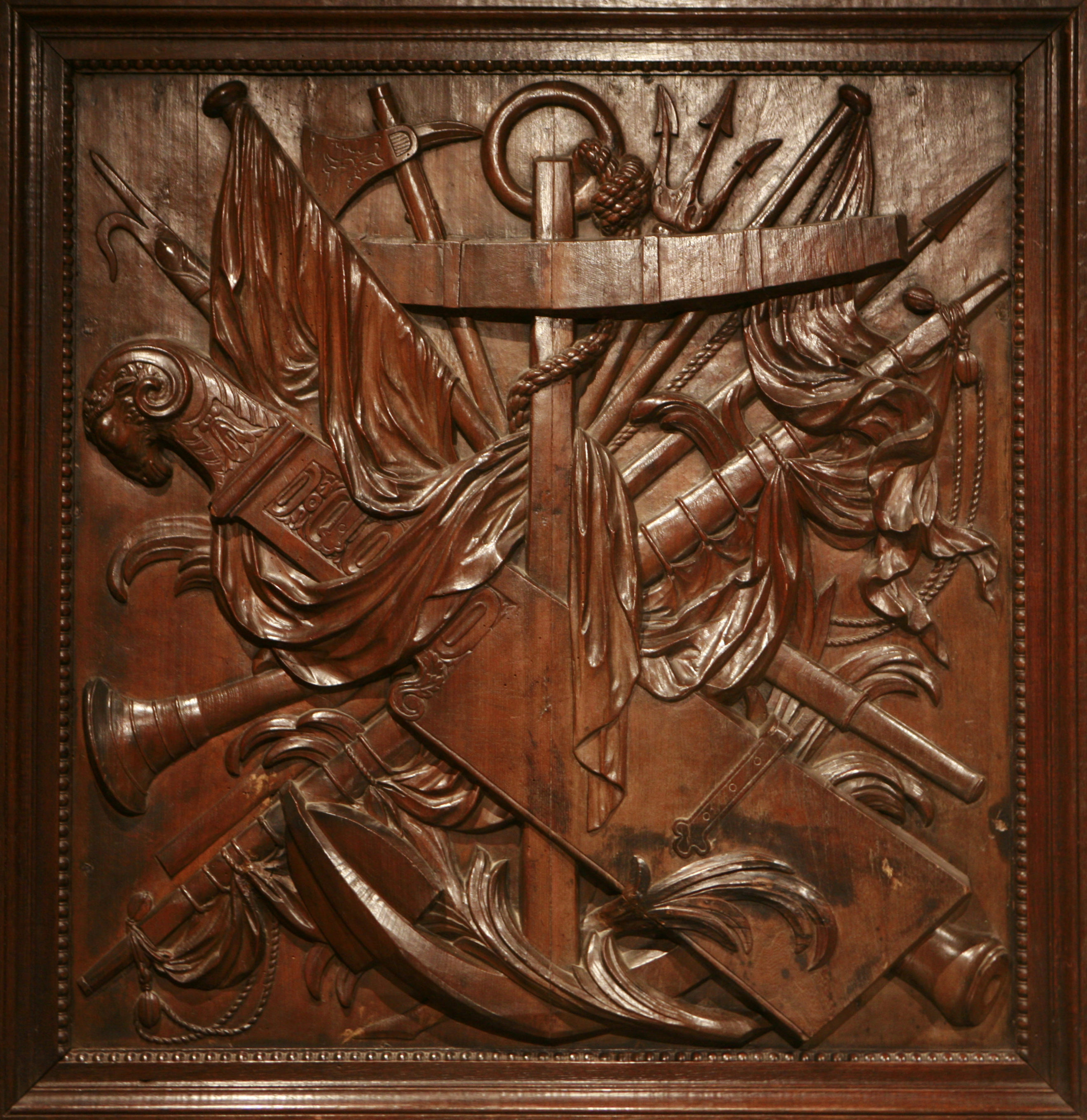
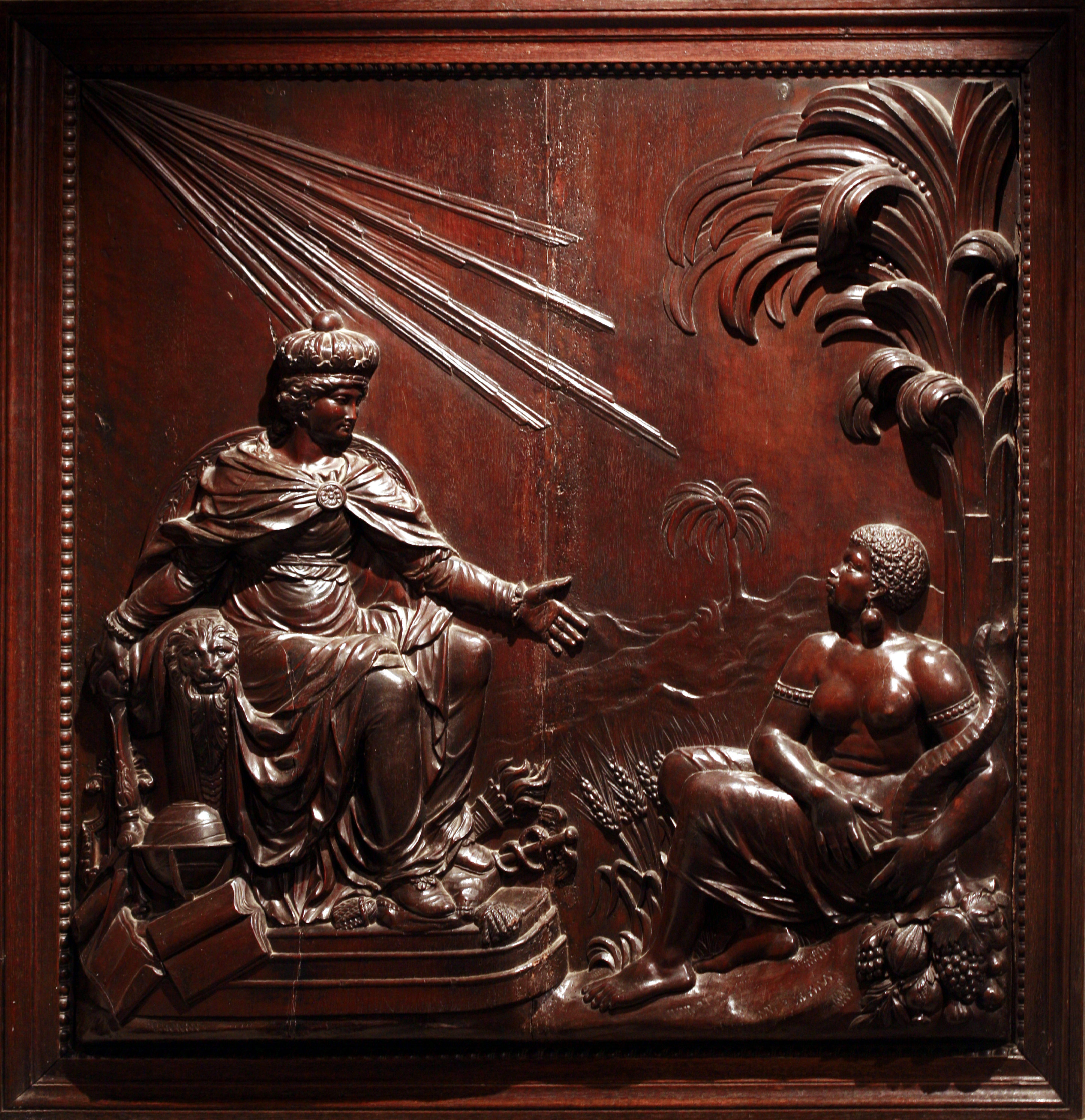

## وصلات خارجية
- الحكومة الجزائرية تطلب رسميا استرجاع مدفع بابا مرزوق من فرنسا مستشارة بوزارة الدفاع قالت إن البحرية الفرنسية متمسكة به